# Lia (cantante)
Lia (20 dicembre ...) è una cantautrice giapponese.
Lia ha cantato diverse canzoni usate in anime e videogiochi, come i temi di visual novel della Key quali Air, Clannad e Tomoyo After: It's a Wonderful Life, la sigla d'apertura di Angel Beats! e le canzoni per RF Online e Initial D Fourth Stage sotto Avex Trax. Il Vocaloid IA: Aria on the Planetes è stato registrato con la voce di Lia e fu rilasciato il 27 gennaio 2012.

## Carriera
Lia si è diplomata presso il Berklee College of Music. Successivamente, ha vissuto a Los Angeles e ha registrato tracce demo con l'aiuto di una persona amica. Inizialmente le fu chiesto di fare da traduttrice tra lo staff di registrazione e lo studio, poi VisualArt's le chiese se poteva sostituire una vocalist assente. Lia registrò la sua prima canzone, Tori no Uta al Paramount Studio.
Lia è stata un membro del gruppo di produzione giapponese di musica techno/trance I've Sound dal 2001 al 2003, periodo in cui ha cantato "Disintegration" nella compilation omonima. Nel 2001 firmò per la Key Sounds Label, e per la Pony Canyon nel 2004. Lia ha prodotto quattro album di genere happy hardcore; questi album hanno il nome dell'artista scritto tutto in lettere maiuscole.
Lia ha cantato le sigle di apertura e chiusura per due visual novel Key, Air e Tomoyo After: It's a Wonderful Life, come anche le sigle di apertura per due serie anime originali Key, Angel Beats! e Charlotte. Ha cantato la sigla dell'MMORPG RF Online intitolata "The Force of Love". Lia ha cantato anche alcune canzoni Eurobeat per la serie anime Initial D Fourth Stage intitolate "All Around" e "Sky High" sotto l'etichetta Avex Trax.

## Vita personale
Lia parla correntemente inglese e giapponese. Il 1º luglio 2009, Lia ha annunciato sul proprio blog di essere sposata e incinta. Ha dato alla luce una bambina il 31 gennaio 2010.

## Discografia

### Singoli
1. "Natsukage / Nostalgia" (24 dicembre 2001)
2. "Shift: Sedai no Mukō" (29 dicembre 2001)
3. "I'm Feeling" (1º luglio 2003) - Singolo analogico
4. "Birthday Song, Requiem" (25 giugno 2004)
5. "Spica/Hanabi/Moon" (25 giugno 2004)
6. "Kimi no Yoin: Tōi no Sora no Shita de" (24 marzo 2005)
7. "Tori no Uta / Farewell Song" (23 maggio 2006) - Singolo analogico
  - Sigle d'apertura e chiusura di Air
8. "Pride: Try to Fight!" (21 giugno 2006)
  - Fu usata come sigla di chiusura per Crash B-Daman
9. "Over the Future" (22 novembre 2006)
  - "Over the Future" fu usata come sigla di chiusura per  Crash B-Daman
10. "Doll / Human" (30 gennaio 2008) - Singolo con Aoi Tada #54 su Oricon
  - "Doll" e "Human" furono usate come sigle di chiusura per Gunslinger Girl -Il Teatrino-
11. "Toki o Kizamu Uta / Torch" (14 novembre 2008) #13 su Oricon
  - Sigle d'apertura e chiusura della serie anime Clannad After Story
12. "My Soul, Your Beats! / Brave Song" (26 maggio 2010) - Singolo con Aoi Tada #3 su Oricon
  - Ha eseguito "My Soul, Your Beats!", che è stata usata come sigla d'apertura per Angel Beats!
13. "Ashita Tenki ni Naare" (21 luglio 2010)
  - La canzone che dà il titolo e "Aruite Kaerō" furono usate rispettivamente come prima e seconda sigla di chiusura per Daimajin Kanon
14. "Kizunairo" (27 ottobre 2010) #6 su Oricon
  - Sigla d'apertura per la serie anime Fortune Arterial
15. "Justitia"
  - Sigla d'apertura per la serie anime Wizard Barristers
16. "Daze / Days" (18 giugno 2014)
  - Ha eseguito "Days", che è stata usata come sigla di chiusura per Mekakucity Actors
17. "Heartily Song" (1 aprile 2015)
  - Sigla d'apertura per la visual novel Angel Beats! -1st beat-
18. "Bravely You / Yakeochinai Tsubasa" (26 agosto 2015) - Singolo con Aoi Tada #4 su Oricon
  - Ha eseguito "Bravely You", che è stata usata come sigla d'apertura per la serie anime Charlotte

### Album

#### Album originali
1. Prismatic, pubblicato il 25 giugno 2004
2. Colors of life, pubblicato il 25 maggio 2005
3. Gift, pubblicato il 29 dicembre 2005
4. Dearly, pubblicato il 1 novembre 2006
5. Collection Album Vol.1 [Diamond Days], pubblicato il 19 settembre 2007
6. Collection Album Vol.2 [Crystal Voice], pubblicato il 17 ottobre 2007
7. New Moon, pubblicato il 2 settembre 2008
8. Key+Lia Best 2001-2010, pubblicato il 24 giugno 2011

#### Album happy hardcore
1. enigmatic LIA, pubblicato il 22 settembre 2005
2. enigmatic LIA 2, pubblicato il 16 febbraio 2007
3. Collection Album [Spectrum Rays], pubblicato il 17 ottobre 2007
4. enigmatic LIA 3 -worldwide collection-,  pubblicato il 1 aprile 2009
5. enigmatic LIA 4 -Anthemical Keyworlds- & -Anthemnia L's core-,  pubblicato il 22 giugno 2011

### Altre canzoni
- "Akai Yakusoku" (sigla di chiusura della visual novel Fortune Arterial)
- "Aozora" (insert song di Air)
- "All Around" / "Sky High" (insert song di Initial D 4th Stage)
- "Ana" (insert song di Clannad)
- "Yakusoku" (image song per il filmClannad)
- "Light colors" (Sigla d'apertura di Tomoyo After: It's a Wonderful Life)
- "Life is like a Melody" (Sigla di chiusura di Tomoyo After)
- "Last regrets -acoustic version-" (contenuta nell'album Recollections della visual novel Kanon)
- "The Force of Love" (Sigla per l'MMORPG RF Online)
- "Girls Can Rock" / "Feel Like A Girl" (insert song di School Rumble: Second Term)
- "Horizon" (contenuta in Beatmania IIDX 11: IIDX RED, prodotto da Kosuke Saito aka kors k)
- "Saya's Song" (insert song di Little Busters! Ecstasy)
- "Tazunebito" (Sigla d'apertura di  Hoshiuta)
- "Hoshikuzu no Kizuna" (Sigla d'apertura di Hoshiuta: Starlight Serenade)
- "Mado Kara Mieru" (Calling All Dawns)
- "Asu ni Mukatte, Get Dream!" (prima sigla di chiusura di Crash B-Daman)
- "I scream Chocolatl" (Team Nekokan feat. Lia, quarta sigla di chiusura di Kokoro Connect)